# Президентский дворец (Кито)
Президентский дворец (также Дворец Каронделета, Каронделетский дворец, исп. Palacio de Carondelet) — резиденция правительства и президента Эквадора. Находится в столице Эквадора, Кито, на площади Независимости, рядом с дворцом архиепископа, городским дворцом, отелем и кафедральным собором. В настоящее время президент, вице-президент и министр внутренних дел занимают сам дворец, здание бывший почты и дворец правительства. На третьем этаже существует собственно президентская резиденция — квартира в колониальном стиле, в которой живут президент и его семья.

## История
История этого здания, построенного в колониальные времена началась в 1570 году, с приобретения комплекса бывших королевских домов, расположенных в городе Кито.
Первой резиденцией испанской короны в администрации Кито было здание около монастыря Ла-Мерсед, до 1611 года, после смерти секретаря Диего Суарес де Фигероа, владеющего небольшим дворцом, построенным на главной площади (Plaza Grande). Тогда, Хуан Фернандес де Рекальде, президент администрации, сообщил королю, что большое и комфортабельное здание было закончено и куплено для испанской администрации в Кито.

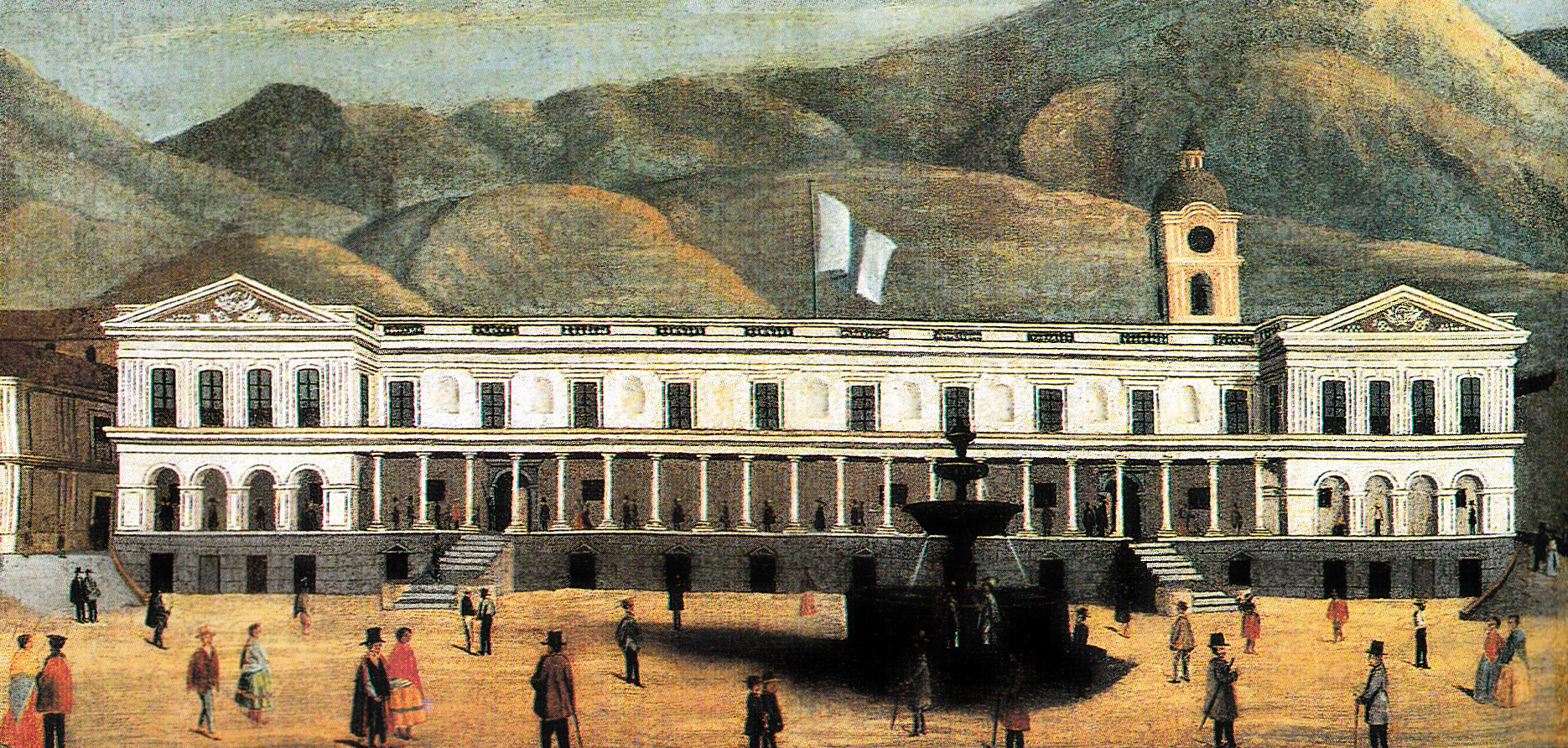
Дворец в XIX веке

Некоторое время спустя, преемник президента Рекальде, Антонио де Морга, сообщил королю, что старые королевские дома снесли, так как они были очень старыми, и предложил купить соседние дома. Землетрясение 1627 года вынудило их купить соседние здания из камня и кирпича. Таким образом администрация осела в передней части Plaza Grande.
В 1799 году барон Франциско Луис Гектор де Каронделет был назначен председателем собрания. В 1801 году под руководством Антонио Гарсия, начались работы реконструкции дворца, собора и здания тюрьмы.
В 1822 году, после битвы при Пичинче Эквадор обрёл независимость, а дворец стал штаб-квартирой Южного Департамента Великой Колумбии. Симон Боливар восхищаясь элегантностью и строгостью здания дал ему имя Каронделет, в честь барона-заказчика.
Почти все президенты республики пользовались этим зданием как резиденцией.
На протяжении многих лет дворец неоднократно перестраивался, наиболее активно в периоды президентства Габриэль Гарсия Морено, Камило Понсе Энрикеса и Сиксто Дюрана Бальена. В 1865 году президент Габриэль Гарсиа Морено приказал установить на центральном фронтоне фасада часы с колоколом. С 1875 года, президенты больше не жили во дворце, так как сам Гарсиа Морено жил в частном доме, расположенном в Пласа-де-Санто-Доминго. 6 августа 1875 года дворец стал ареной для одной из самых кровавых глав в своей истории — убийства президента Габриэля Гарсия Морено. Когда он входил во дворец по южной лестнице, группа заговорщиков, спрятавшихся между колоннами напала на него с пистолетами и мачете. Гарсиа Морено был тяжело ранен и умер через час у подножия алтаря кафедрального собора.
В начале XX века, во дворец был проведено электрическое освещение, телефон и телеграф.
Согласно книге «El Palacio de Carondelet», опубликованной Управлением Президента Сиксто Дюрана Бальена, старое колониальное здание было полностью разрушено во время реконструкции 1956 года президентом Камило Понсе Энрикесом. Сохранился только кирпичный фасад, с примыкающим к нему современным железобетонным зданием. Даже колонны главного фасада, первоначально сделанные из кирпича, были заменены на каменные. В отличие от аналогичных процессов реставрации Беломго дома в Вашингтоне или Даунинг-стрит в Лондоне, не было принято во внимание исходное состояние дворца, поэтому отдельные комнаты полностью современные и не согласуется с временем создания дворца.
1 сентября 1975 года группа солдат во главе с генералом Раулем Гонсалесом Альвеаром восстали против диктатора Гильермо Родригеса Лары, который управлял страной с февраля 1972 года, и хотя его не было во дворце, его фасаду был нанесён серьёзный урон. С обеих сторон было убито и ранено несколько человек.
5 февраля 1997 года марши протеста достигли дворца, что вылилось в переворот против президента Абдалы Букарама. Букарам был эвакуирован на машине скорой помощи президентской гвардией и сбежал в Панаму.
21 января 2000 года во время переворота против Хамиля Мауада, дворец был также осаждён протестующими, но Мауада там не было, и восставшие образовали хунту, во главе с Лусио Гутьерресом, свергнувшую президента в течение нескольких часов .
20 апреля 2005 года состоялся ещё один переворот, на этот раз с целью свержения президента Лусио Гутьерреса. Протестующие осадили Дворец правительства, и Гутьеррес был вынужден бежать на борту вертолёта, который приземлился на террасе резиденции президента и прилетелл в аэропорт Кито. Когда толпа напала на аэропорт, Гутьерресу пришлось укрыться в бразильском посольстве.
Во время событий 30 сентября 2010 года, когда мятежные полицейские похитили президента Рафаэля Корреа, тысячи сторонников правительства ждали его возвращения во дворец, куда он прибыл после того, как его осводила армия ночью того же дня. Корреа с балкона приветствовали тысячи сторонников.
8 октября 2019 г. антиправительственные демонстранты захватили Кито, в том числе дворец Каронделет, вынудив президента бежать в Гуаякиль.

## Фасад

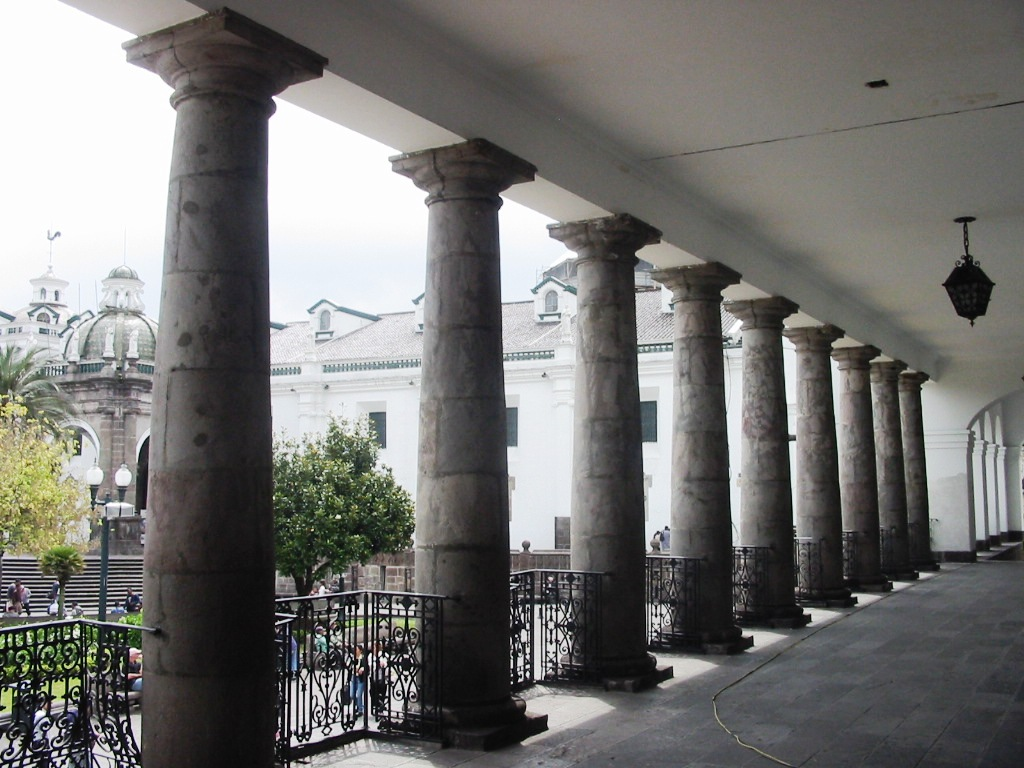
Колоннада дворца

Каменный фасад, увенчанный треугольными фронтонами. Вторая часть фасада с каменной колоннадой, обращена площадь. Двадцать колонн в дорическом стиле из камня (были из кирпича). К галерее ведут две широкие лестницы. Основная лестница — северная, на её половине располагается пандус для инвалидов. Третья сторона — большая терраса, по бокам два блока окон. Четвёртая часть — часы с колоколом, установленные по приказу президента Гарсия Морено в 1865 году, и два фронтона, украшенных гербом Республики Эквадор в окружении орудий.
Основной материал оформления дворца — дерево. Десятки различных типов ценных пород были использованы на полу и потолке, и конечно в антикварной мебели.

## Первый этаж

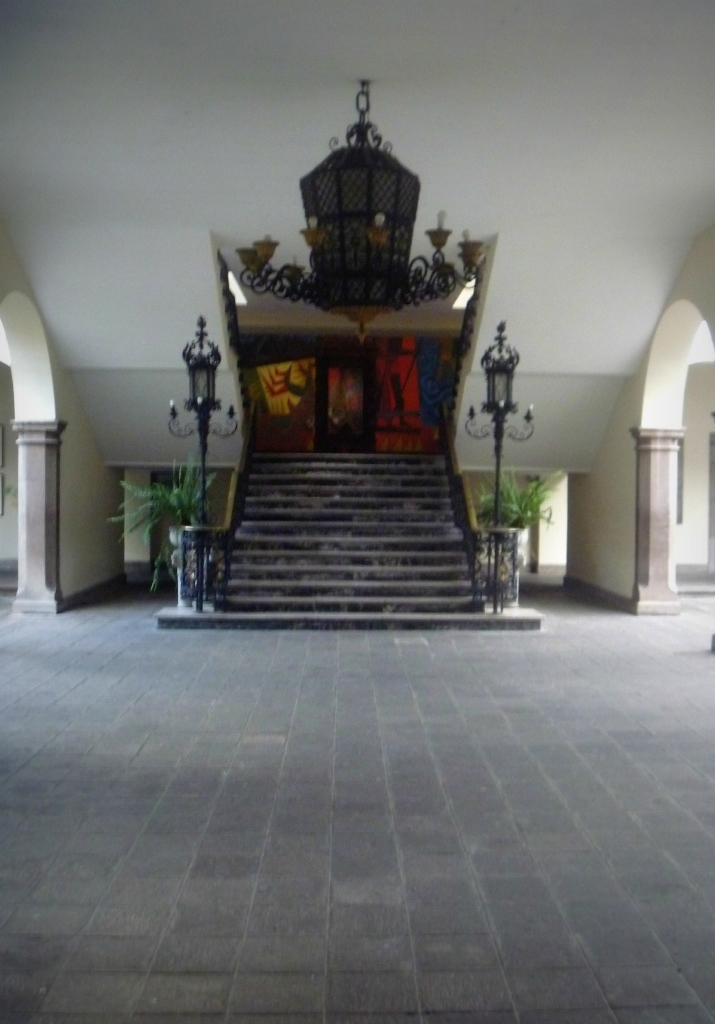
Парадная лестница

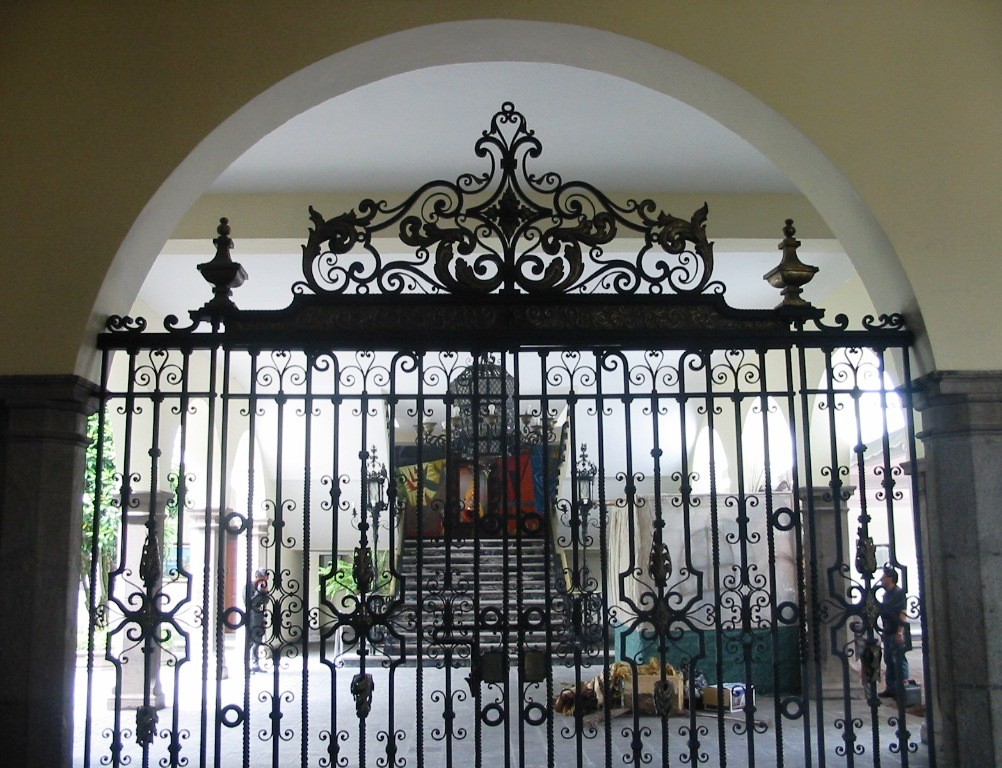
Кованые ворота

Крыльцо и двери ведут в широкий коридор, украшенный колоннадой из камня. Сюда традиционно выходит президент Эквадора поприветствовать людей.
Между колоннами перила из кованого железа, из дворца Тюильри, разрушенного во время Парижской Коммуны, они были выставлены на продажу и куплены Антонио Флоресом Хихоном, представителем Эквадора во Франции, по приказу президента Габриэля Гарсия Морено.
В коридоре есть также несколько пластин, напоминающие исторические события прошлого, такие как, визит Симона Боливара, столетие битвы при Пичинче, убийство Габриэля Гарсия Морено, визит Иоанна Павла II.
Коридор закрывается двумя деревянными дверьми. На восточной стене — бронзовый герб Эквадора. Пол из серого камня, андезита, и три арки кованых железных ворот.
Коридоры и лестницы расположены симметрично. Южное крыло на первом этаже используется для кабинета президента, секретариата и др. Северное занято пресс-центром, голубой комнатой, офисами секретарей, военного командования и службы охраны Президента. На первом этаже висит портрет Антонио Хосе де Сукре.
После кованых железных ворот зала следует короткий коридор, а затем лестница почёта, в окружении элегантных кованых перил, с двумя фонарями. Лестница ведёт на второй этаж дворца, в середине делая площадку, на которой находится одно из центральных произведений дворца: большое панно Эквадора, работы Освальдо Гуаясамина. Эта работа была сделана в 1957 году по приказу секретаря Латиноамериканской конференции на тему открытия реки Амазонки. Панно выполнено в виде триптиха, с основанием из мрамора. На работу ушло семь лет.

## Второй этаж
Здесь располагается администрация президента, кабинет правительства, жёлтая комната, банкетный зал. После площадки с панно, лестница сходится в холле с мраморными полами. Дальше по коридору первый кабинет, с резной деревянной дверью. Две резных деревянных колонны дополняют вход на второй этаж.
Первый кабинет расположен напротив большого балкона. Здесь президент принимает правительство. В центре большой стол из тёмного дерева колониальной эпохи, с кафедрами XIX века, богато украшенными резьбой итальянского художника Хуана Баутисты Мингетти, по заказу президента Луиса Кордеро.
Потолок покрыт простыми панелями из тёмного дерева с резными цветами. Два хрустальные перуанские люстры и европейские бра. Под столом — большой ковёр, сделанный по заказу президентя Рафаэля Корреа. Рядом на пьедестале — флаг Эквадора.
.
Кабинет секретаря президента оформлен плинтусами из дерева и несколькими картинами. Посещение кабинета не входит в экскурсию по дворцу.

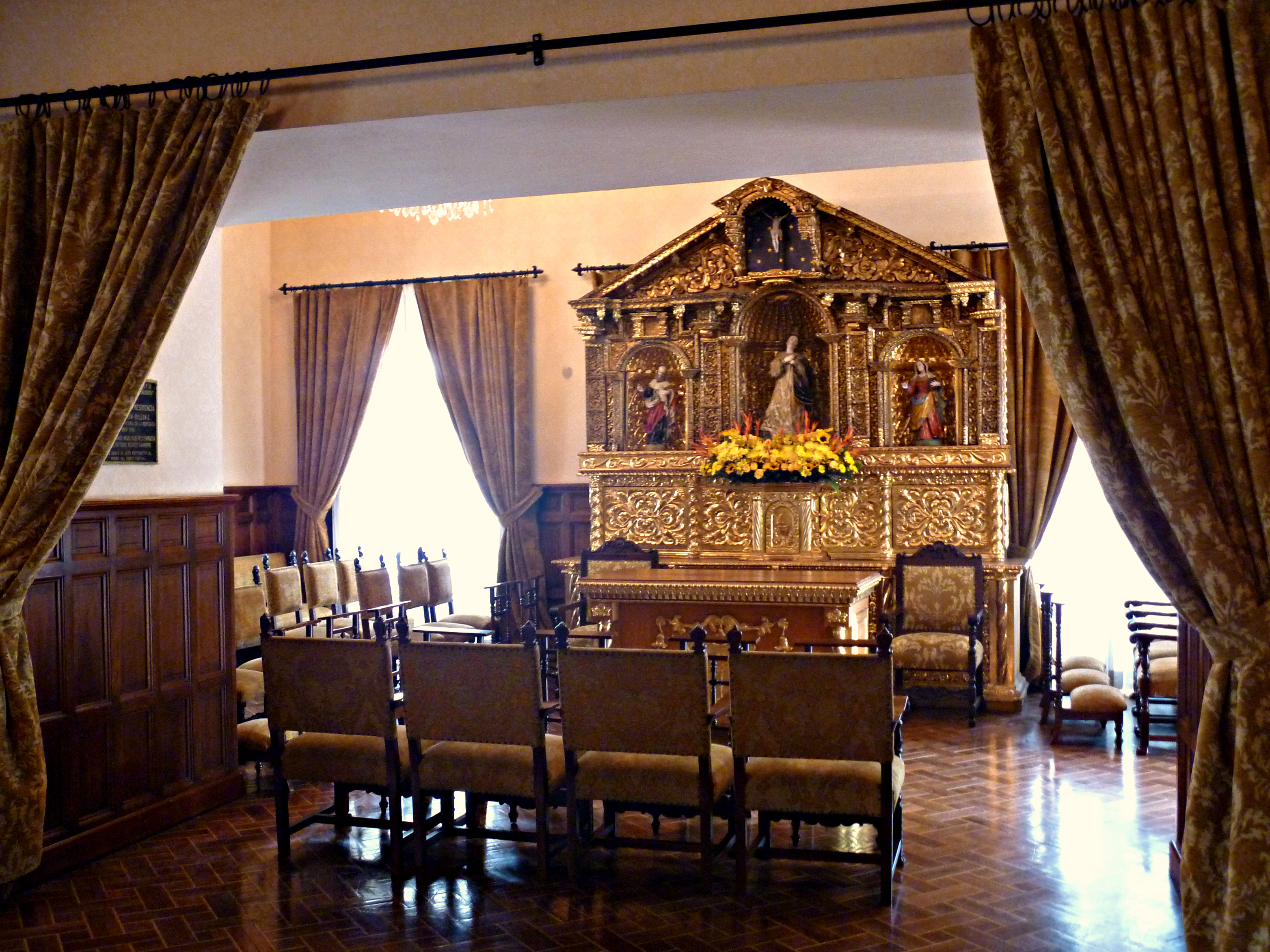
Оратория

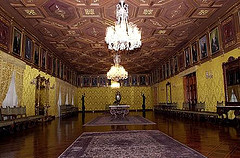
Жёлтая комната

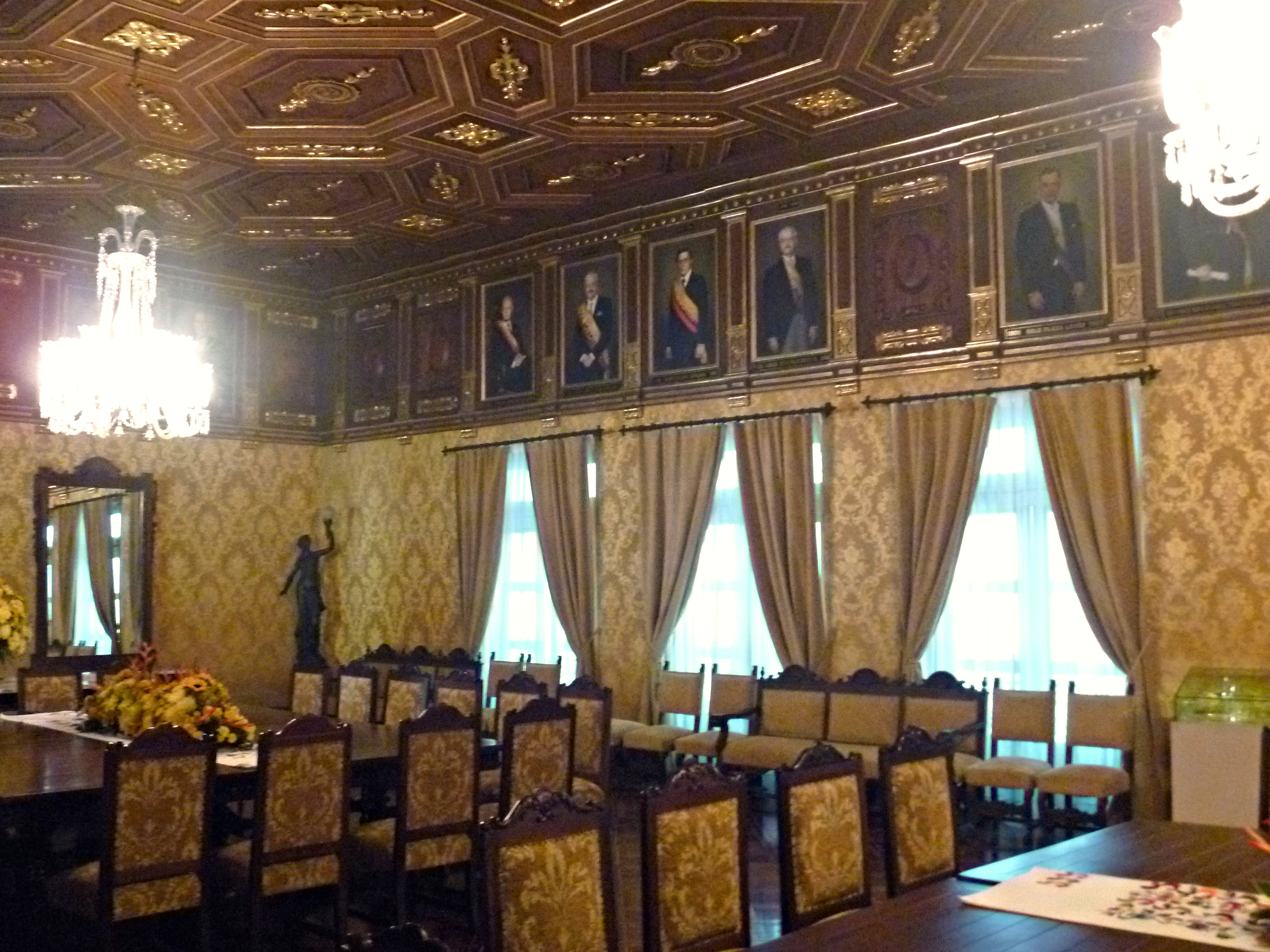
Галерея портретов президентов

В банкетном зале проводятся встречи между иностранными делегациями, завтраки, обеды и ужины глав государств, выпускные вечера, пресс-конференции. На западном конце две двери: левая ведёт к жёлтой комнате, а правая ведёт к кабинету, ведущему на кухню. С восточной части большая арка, покрытая тяжёлым занавесом из шёлка, ведёт в ораторию. В 2007 году полы были покрыты деревянным паркетом, из лесов провинции Эсмеральдас, на стенах висят французские шёлковые шторы. Три люстры на потолке, а также несколько небольших настенных светильников. Здесь стоит рояль XIX века, который принадлежал Мариетте Вейнтемилле. Стены украшены большими зеркалами из горного хрусталя, картинами маслом, нескольких эквадорских художников, в том числе портреты Антонио Хосе де Сукре, Мануэлы Саэнса, и первого президента республики, генерала Хуана Хосе Флореса.
Оратория создана при президенте Сиксто Дюране Бальёне по просьбе его жены. На центральной стене, обрамлённой двумя большими окнами, находится небольшой алтарь из кедрового дерева и покрытый сусальным золотом в стиле барокко. Мебель составляют резные и покрыты бархатом кресла и диваны. С потолка свисают две керамические стеклянные лампы. Комнату украшают несколько изображений различных святых.
Жёлтая комната.облицована бархатными панелями жёлтого цвета. В этой комнате находятся портреты всех президентов Республики Эквадор с 1830 года, в парадных костюмах. Интерьер был разработан братьями Теджада, и инкрустирован кедром, обрамлённым золотом. Две большие люстры были привезены из Европы. Скульптуры женщин, аллегорий свободы и знаний дополняют интерьер. Мебель, в том числе стулья и кресла обиты тонкой тканью с цветочным рисунком. В настоящее время это помещение используется президентом для официального представления к должности новых министров, секретарей, губернаторов и других чиновников. Также, здесь происходит вручение новыми послами из других стран верительных грамот президенту, и подписание международных договоров.
Кабинет Мануэлы Саэнса находится в передней части второго этажа южного крыла дворца. Небольшая комната, в которой посетители могут ожидать аудиенции у президента, но также используется для встреч с высокопоставленными чиновниками других стран. Комната внизу оформлена деревянными панелями, а вверху светлыми обоями. Гипсовая лепнина белого цвета с золотистыми акцентами. Потолочный светильник на стене перуанского происхождения и висит над центром комнаты. Портреты Симона Боливара, Мануэлы Саэнса, Антонио Хосе де Сукре и Евгенио Эспейо, рядом бронзовая статуя маршала Аякучо, с пулевым отверстием в спине, как напоминание о военном путче 1975 года. В этой комнате также стоит бывший президентский стол XIX века, на котором размещён небольшой бюст Элоя Альфаро.
Кабинет президента находится на юго-восточном углу втором этаже дворца. Через боковую дверь, есть доступ на балкон. При президенте Рафаэле Корреа кабинет полностью реконструирован в простом, но современном стиле, в частности установлено оборудование для видеоконференций. Двери, ведущие в канцелярию президента охраняют два гренадера.

## Третий этаж
На северной стороне есть небольшой лифт, ведущий на третий этаж, где находится президентская резиденция. Коридор, ведущий к лифту украшен портретом барона Каронделета.
Резиденция была построена в течение третьего срока Хосе Марии Веласко Ибарры, поселившегося там со своей женой. Квартира большого размера с классической мебелью, но середины XX века, роялем. Есть обеденный зал, где президент может устраивать частные обеды или ужины для своих гостей. Столовая посуда украшена золотыми гербами Эквадора, в то время как на комодах стоят блюда со старыми гербами.
Несколько спален, кухня и терраса завершают президентскую резиденцию, украшенную произведениями искусства из коллекции Центрального банка Эквадора. Нынешний президент Рафаэль Корреа не живёт постоянно в резиденции.

## Историческое наследие

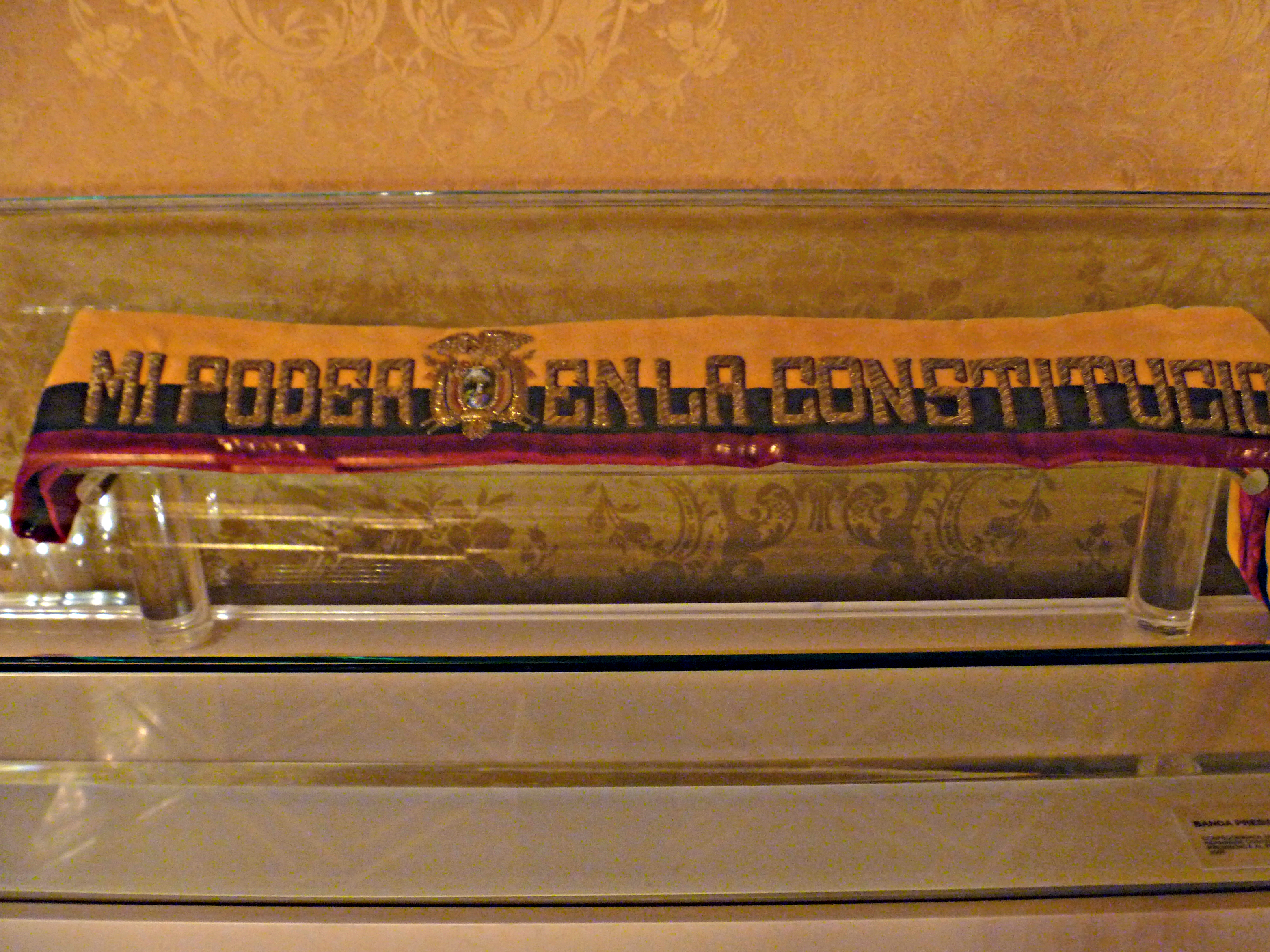
Инаугурационная лента Рафаэля Корреа

Рафаэль Корреа, президент с 2007 года, учитывая, что дворец Каронделет — это национальное наследие, решил преобразовать президентский комплекс в музей, доступный для всех, кто хочет его посетить.
С этой целью, был разработан план по приведению дворца и его интерьеров в надлежащий вид, что учитывало новое расположение объектов интерьера в своём культурном контексте.
Эта работа была поручена Марие дель Кармен Молестине, исследователю, доктору философии в Музее археологии и бывшему директору Центрального банка Эквадора. Она провела инвентаризацию и распланировала места для размещения всех экспонатов будущего музея, например подарков президенту. Кроме того, найденные объекты и антикварная мебель были объявлены культурными ценностями.
В рамках этой системы, в настоящее время есть возможность включать в музейные экспонаты подарки президенту, как имеющие культурную, историческую или этнографическую ценность, так и все объекты, которые представляют и воплощают привычки, традиции различных этнических групп Эквадора.
По мнению исследователя Марии дель Кармен Молестины, на протяжении многих лет дворец интенсивно расхищался. Большая часть мебели и предметов, которые сегодня можно увидеть во дворце — новые, даже бронзовые детали мебели времён Гарсия Морено, были заменены копиями из свинца с золотым напылением.
Расследование Молестины в настоящее время направлено на выяснение времени начала грабежей. Во время президентства Камило Понсе Энрикес (1956—1960) и до президентства Леона Фебрес-Кордеро (1984—1988), во дворце все было, как должно было быть. После этого периода нет никакой информации о судьбе большей часть вещей из президентского дворца. Молестина считает, похищения начались до президентства Родриго Борхи (1988—1992), а после него президент Сиксто Дюран Бальен (1992—1996) заказал строительство нового президентского люкса на третьем этаже дворца.